# Paradoxomyces
Paradoxomyces is een monotypisch geslacht van schimmels behorend tot de familie Arthoniaceae. Het bevat alleen de soort Paradoxomyces nymanii.